# Выборы в Сенат США в Айдахо (2022)
Выборы в Сенат США в Айдахо состоялись 8 ноября 2022 года. Победитель представит штат в верхней палате Конгресса США. Действующий сенатор-республиканец Майк Крэйпо баллотировался на переизбрание. Внутрипартийные выборы состоялись 17 мая. По результатам всеобщих выборов Крэйпо был переизбран на пятый срок.

## Праймериз Республиканской партии

### Кандидаты

#### Номинант
- Майк Крэйпо — действующий сенатор США от штата Айдахо (с 1999 года), член Палаты представителей от 2–го округа Айдахо (1993—1999)[2]

#### Участники праймериз
- Бренда Борн[4]
- Скотт Троттер — бизнесмен[5][6]
- Рамонт Тернбулл — менеджер по развитию[7]
- Натали Флеминг — кандидат в Палату представителей от 1-го округа Айдахо (2018), кандидат в Сенат США (2020)[8]

#### Кандидаты, не сумевшие подать документы
- Майк Литтл — ветеран войны в Ираке[6][9]

#### Снявшиеся с выборов
- Джереми Гилберт — операционный директор юридической организации, ветеран армии США[10][11]

### Результаты

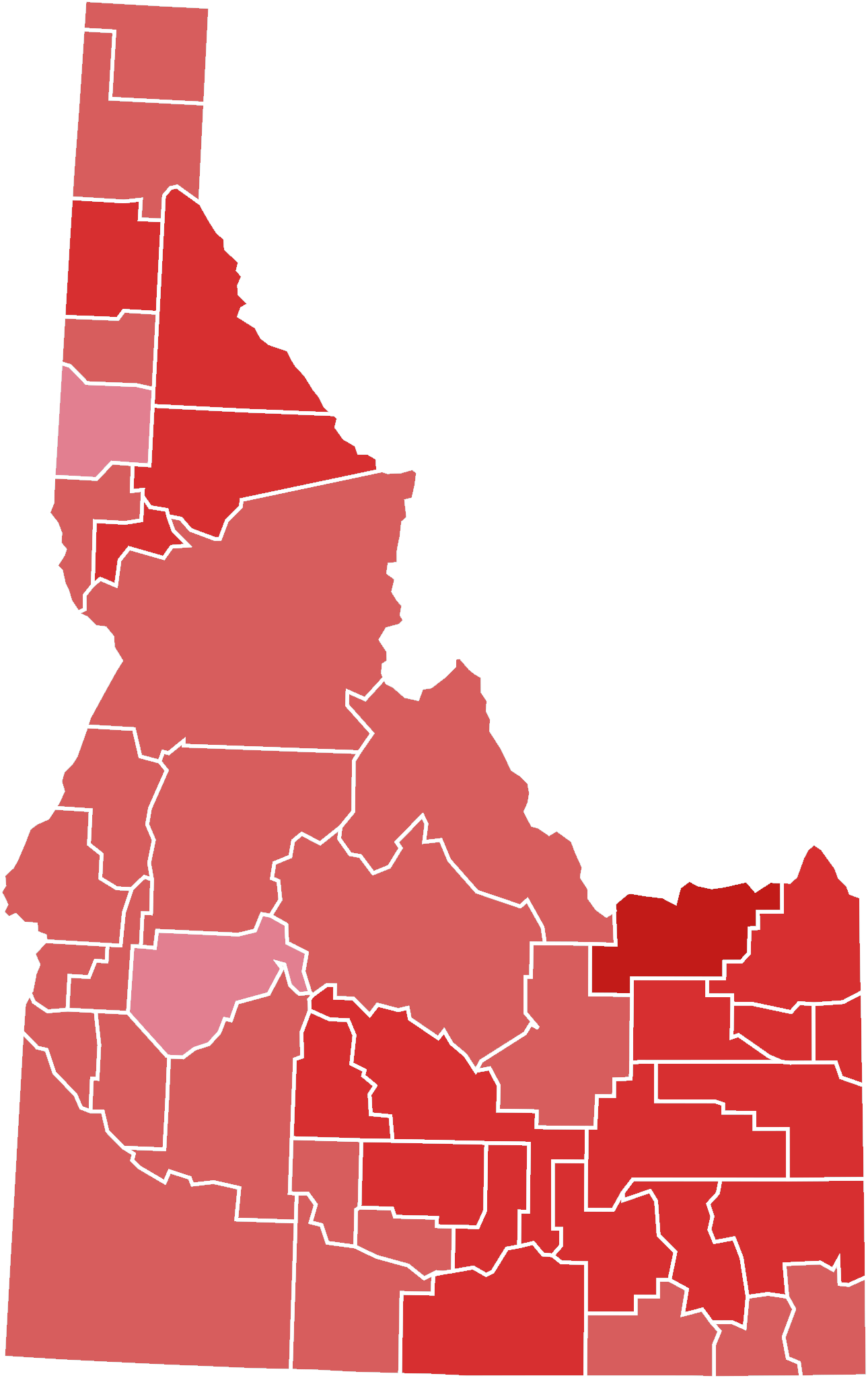
Результаты по округам:

Результаты по округам:

| Кандидат | Кандидат              | Партия          | Голосов | %    |
| -------- | --------------------- | --------------- | ------- | ---- |
|          | Майк Крэйпо (действ.) | Республиканская | 177 906 | 67,1 |
|          | Скотт Троттер         | Республиканская | 27 699  | 10,5 |
|          | Бренда Борн           | Республиканская | 21 612  | 8,2  |
|          | Рамонт Тернбулл       | Республиканская | 20 883  | 7,9  |
|          | Натали Флеминг        | Республиканская | 16 902  | 6,4  |
| Всего    | Всего                 | Всего           | 265 002 | 100  |

## Праймериз Демократической партии

### Кандидаты

#### Номинант
- Дэвид Рот — кандидат в Палату представителей Айдахо (2020)[7]

#### Участники праймериз
- Бен Персли — застройщик недвижимости[7]

### Результаты
| Кандидат | Кандидат   | Партия          | Голосов | %    |
| -------- | ---------- | --------------- | ------- | ---- |
|          | Дэвид Рот  | Демократическая | 19 160  | 57,8 |
|          | Бен Персли | Демократическая | 13 987  | 42,2 |
| Всего    | Всего      | Всего           | 33 147  | 100  |

## Праймериз Либертарианской партии

### Кандидаты

#### Номинант
- Айдахо Сьерра-Лоу — экоактивист, вечный кандидат

### Результаты
| Кандидат | Кандидат          | Партия          | Голосов | %   |
| -------- | ----------------- | --------------- | ------- | --- |
|          | Айдахо Сьерра-Лоу | Либертарианская | 673     | 100 |
| Всего    | Всего             | Всего           | 673     | 100 |

## Праймериз Конституционной партии

### Кандидаты

#### Номинант
- Рэй Райтц — кандидат в Сенат США (2016, 2020)

### Результаты
| Кандидат | Кандидат  | Партия          | Голосов | %   |
| -------- | --------- | --------------- | ------- | --- |
|          | Рэй Райтц | Конституционная | 520     | 100 |
| Всего    | Всего     | Всего           | 520     | 100 |

## Независимые кандидаты

#### Заявившие о выдвижении
- Скотт Кливленд — предприниматель[6][13]

## Всеобщие выборы

### Предвыборная статистика
Обозначения:
- Р — равенство
- НП — небольшое преимущество
- ДП — достаточное преимущество
- СП — существенное, но преодолимое преимущество
- ОП — огромное преимущество

| Источник                  | Рейтинг | По состоянию на: |
| ------------------------- | ------- | ---------------- |
| The Cook Political Report | ОП (Р)  | 22 сентября 2022 |
| Inside Elections          | ОП (Р)  | 23 сентября 2022 |
| Sabato's Crystal Ball     | ОП (Р)  | 31 августа 2022  |
| Politico                  | ОП (Р)  | 5 сентября 2022  |
| RealClearPolitics         | ОП (Р)  | 20 сентября 2022 |
| Fox News                  | ОП (Р)  | 20 сентября 2022 |
| DDHQ                      | ОП (Р)  | 12 сентября 2022 |
| 538                       | ОП (Р)  | 22 сентября 2022 |
| The Economist             | ОП (Р)  | 15 сентября 2022 |

### Дебаты
| N.                                                                                         | Дата                                                                                       | Организатор                                                                                | Модератор                                                                                  | Ссылка                                                                                     | Участники   | Участники | Участники      |
| У Участвовал A Отсутствовал Н Не приглашённый П Приглашённый С Снялся O Не вступил в гонку | У Участвовал A Отсутствовал Н Не приглашённый П Приглашённый С Снялся O Не вступил в гонку | У Участвовал A Отсутствовал Н Не приглашённый П Приглашённый С Снялся O Не вступил в гонку | У Участвовал A Отсутствовал Н Не приглашённый П Приглашённый С Снялся O Не вступил в гонку | У Участвовал A Отсутствовал Н Не приглашённый П Приглашённый С Снялся O Не вступил в гонку |             |           |                |
| У Участвовал A Отсутствовал Н Не приглашённый П Приглашённый С Снялся O Не вступил в гонку | У Участвовал A Отсутствовал Н Не приглашённый П Приглашённый С Снялся O Не вступил в гонку | У Участвовал A Отсутствовал Н Не приглашённый П Приглашённый С Снялся O Не вступил в гонку | У Участвовал A Отсутствовал Н Не приглашённый П Приглашённый С Снялся O Не вступил в гонку | У Участвовал A Отсутствовал Н Не приглашённый П Приглашённый С Снялся O Не вступил в гонку | Майк Крэйпо | Дэвид Рот | Скотт Кливленд |
| ------------------------------------------------------------------------------------------ | ------------------------------------------------------------------------------------------ | ------------------------------------------------------------------------------------------ | ------------------------------------------------------------------------------------------ | ------------------------------------------------------------------------------------------ | ----------- | --------- | -------------- |
| 1                                                                                          | 5 октября 2022                                                                             | Idaho Public Television                                                                    | Мелисса Дэвлин                                                                             | YouTube                                                                                    | У           | У         | У              |

### Результаты
| Кандидат | Кандидат              | Партия               | Голосов | %     |
| -------- | --------------------- | -------------------- | ------- | ----- |
|          | Майк Крэйпо (действ.) | Республиканская      | 358 539 | 60,68 |
|          | Дэвид Рот             | Демократическая      | 169 808 | 28,74 |
|          | Скотт Кливленд        | Независимый кандидат | 49 917  | 8,45  |
|          | Рэй Райтц             | Конституционная      | 8500    | 1,44  |
|          | Айдахо Сьерра-Лоу     | Либертарианская      | 4126    | 0,70  |
| Всего    | Всего                 | Всего                | 590 890 | 100   |